# AVC-Intra
AVC-lntraは、パナソニック株式会社が開発した、ビデオコーデックである。

## 仕様
圧縮された映像は、H.264規格に準拠する。
時間軸による圧縮を行わず、Intraフレームのみで圧縮を行う為、各フレームが他のフレームに依存しない。つまり、データの転送レートの問題を解決することができる。
AVC-Intraは放送／コンテンツ制作向けのみの提供。フルHD仕様の100とニュース向けの50の2種類がある。
派生規格としてAVC-ULTRAが存在する。

### AVC-Intra 100
- 1920x1080
- サンプリングフォーマット 10bit 4:2:2
- ビットレート 100Mbps

### AVC-Intra 50
- 1440×1080
- サンプリングフォーマット 10bit 4:2:0
- ビットレート 50Mbps

## 対応ハード
- Panasonic

2/3CCD Camera
AJ-HPX3700G、AJ-HPX2700G、AJ-HPX3000G、AJ-HPX2100
1/3CCD Camera
AG-HPX305、AG-HPX375
P2 deck
AJ-HPD2500、AJ-HPS1500(オプションボード実装)
P2 mobile
AJ-HPM200

## 対応ソフト
- Adobe Premiere Pro CS4以降
- Apple Final Cut Pro 7
- トムソン・カノープス EDIUS Pro 5 - オプション追加が必要
- Media Composer 5
- x264 - r2355以降

#### 二次資料
1. ↑  “[ファイルベース新時代Vol.04 役に立つファイルベースの基礎知識]” (Japanese). PRONEWS : 動画制作のあらゆる情報が集まるトータルガイド. 2025年7月7日閲覧。

#### 一次資料
1. ↑  AVC-ULTRA技術解説 - Panasonic